# Nicolaus Tacitus Zegers
Nicolaus Tacitus Zegers, auch Tacitus Nicolaus Zegers, OFM (* um 1495 in Diest oder Brüssel; † 22. August 1559 in Löwen) war ein belgischer franziskanischer Theologe und Exeget.
Zegers war Schüler von Frans Titelmans. Er wirkte von 1536 bis 1548 in der Funktion des Lektors des Franziskaner-Konvents in Löwen als Nachfolger Titelmans. Zegers sammelte systematisch neutestamentliche Stellen, die in der Interpretation mehrdeutig oder dunkel schienen. Diese Stellen suchte er rein philosophisch, ohne jegliche theologische Polemik zu interpretieren.